# Paratamboicus tenuis
Paratamboicus tenuis is een hooiwagen uit de familie Sclerosomatidae.